# 大平頂
大平頂，又寫為太平頂，是台灣屏東縣恆春鎮的一個傳統地域名稱，位於該鎮西北部。相較於今日行政區，其範圍大致包括茄湖里不含東北端及東南端、頭溝里不含東端、四溝里不含東南端、德和里西北部及北部邊界地帶。
本地區境內主要聚落為加冬湖（茄苳湖）、大平頂（太平頂）、頭溝、三溝、四溝，設有大平國小。

## 歷史
台灣日治初期，大平頂地區為一街庄，稱為「大平頂庄」（舊制街庄），隸屬於德和里。該庄昔日西邊中至北段及北邊與射藔庄為鄰，東與貓仔坑庄、網紗庄為鄰，東南邊為山腳庄，南邊為槺榔林庄，西南邊為龍泉水庄。
1901年（日治明治三十四年）11月11日，全台廢縣廳改設二十廳，該庄隸屬於恆春廳。1904年（明治三十七年）5月1日，該庄編入「大平頂區」，隸屬於恆春廳。1909年（明治四十二年）10月25日，全台合併二十廳為十二廳，大平頂區改隸屬於阿緱廳。1920年（大正九年）10月1日，全台地方制度大改正，廢十二廳改設五州二廳，該庄改制為「大平頂」大字，隸屬於高雄州恆春郡恆春庄（新制街庄）。1940年（昭和十五年）6月17日，恆春庄改制為恆春街。
戰後恆春街改制為恆春鎮，隸屬於高雄縣，大字亦改制為里。1950年（民國39年）10月1日，高、屏分治，恆春鎮改隸屬於屏東縣。
相較於今日行政區，本地區的範圍大致包括茄湖里不含東北端及東南端、頭溝里不含東端、四溝里不含東南端、德和里西北部及北部邊界地帶。

## 聚落
本地區發展較早的聚落為加冬湖（茄苳湖）、大平頂（太平頂）、頭溝、三溝、四溝，在日治期初期的官方地圖上已有記載。

## 交通
鄉道屏155線是新街至大光的道路，經過本地區的頭溝、三溝、四溝等聚落。
鄉道屏157線是頭溝至恆春的道路，其北側端點（起點）位於本地區東部、頭溝聚落的鄉道屏155線路口。

## 學校
- 大平國小